# Androsace wulfeniana
Androsace wulfeniana är en viveväxtart som först beskrevs av Sieb. och Johann Friedrich Wilhelm Koch, och fick sitt nu gällande namn av Reichb. Androsace wulfeniana ingår i släktet grusvivor, och familjen viveväxter. Inga underarter finns listade i Catalogue of Life.

## Bildgalleri

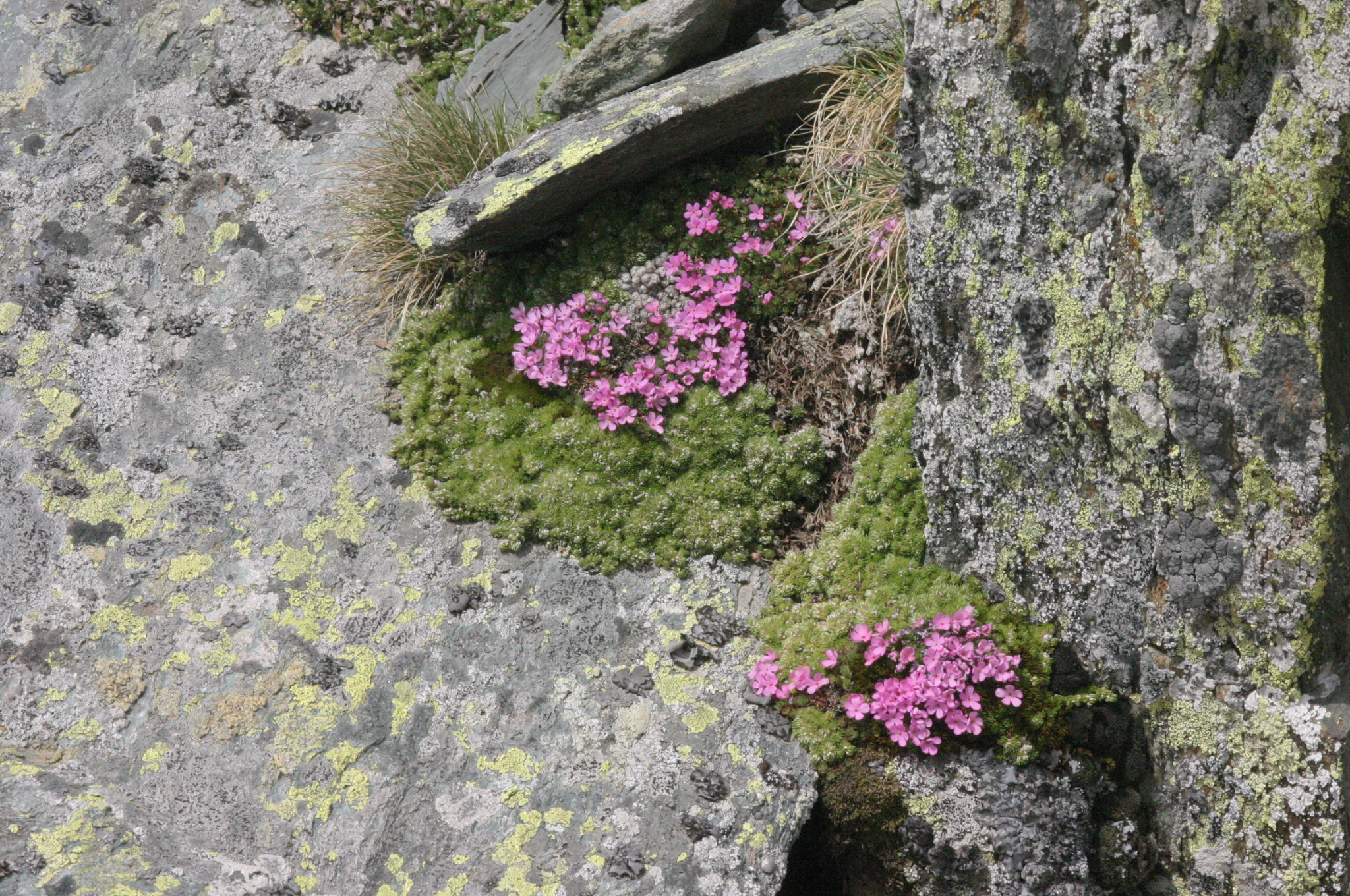
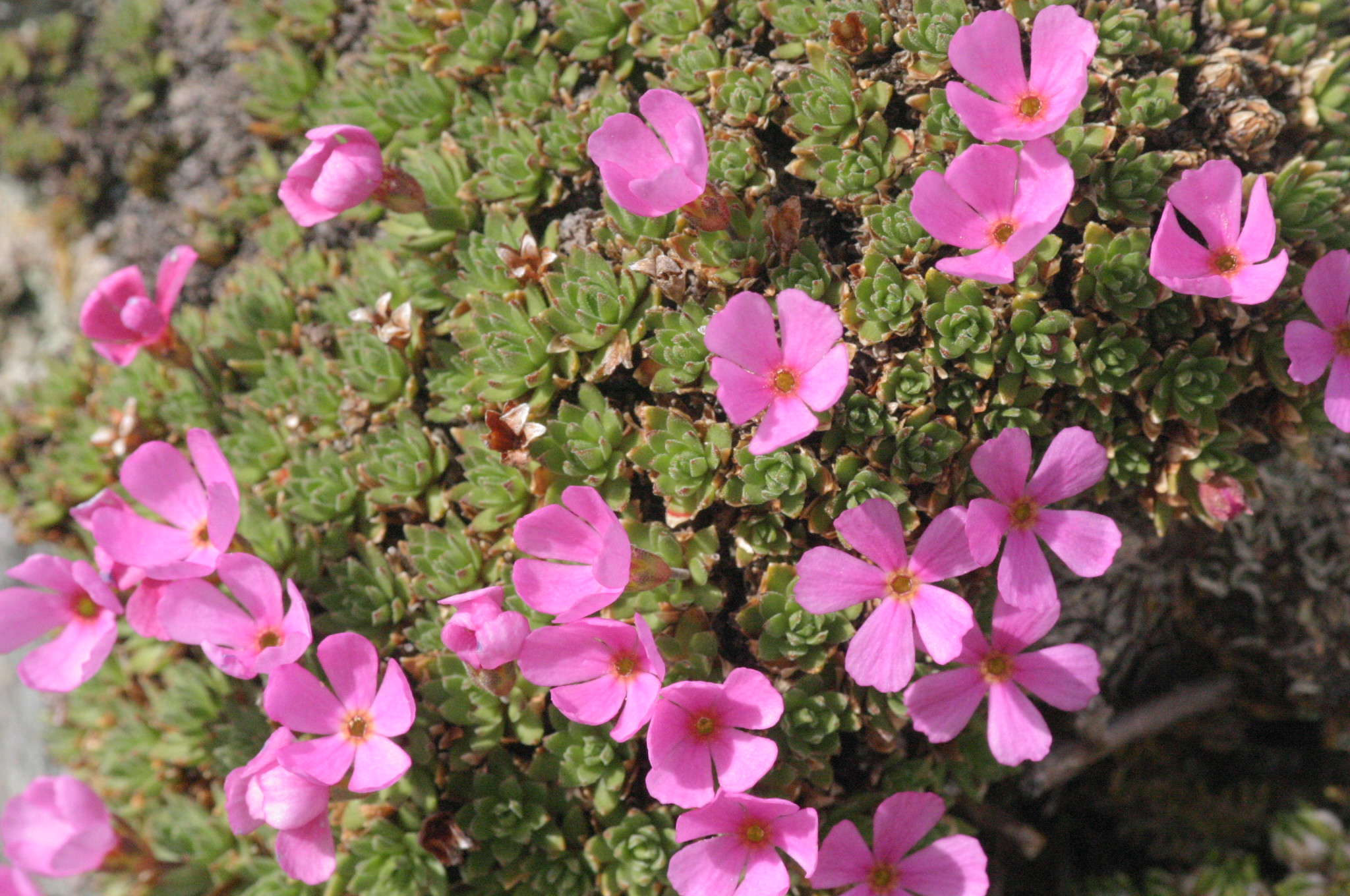
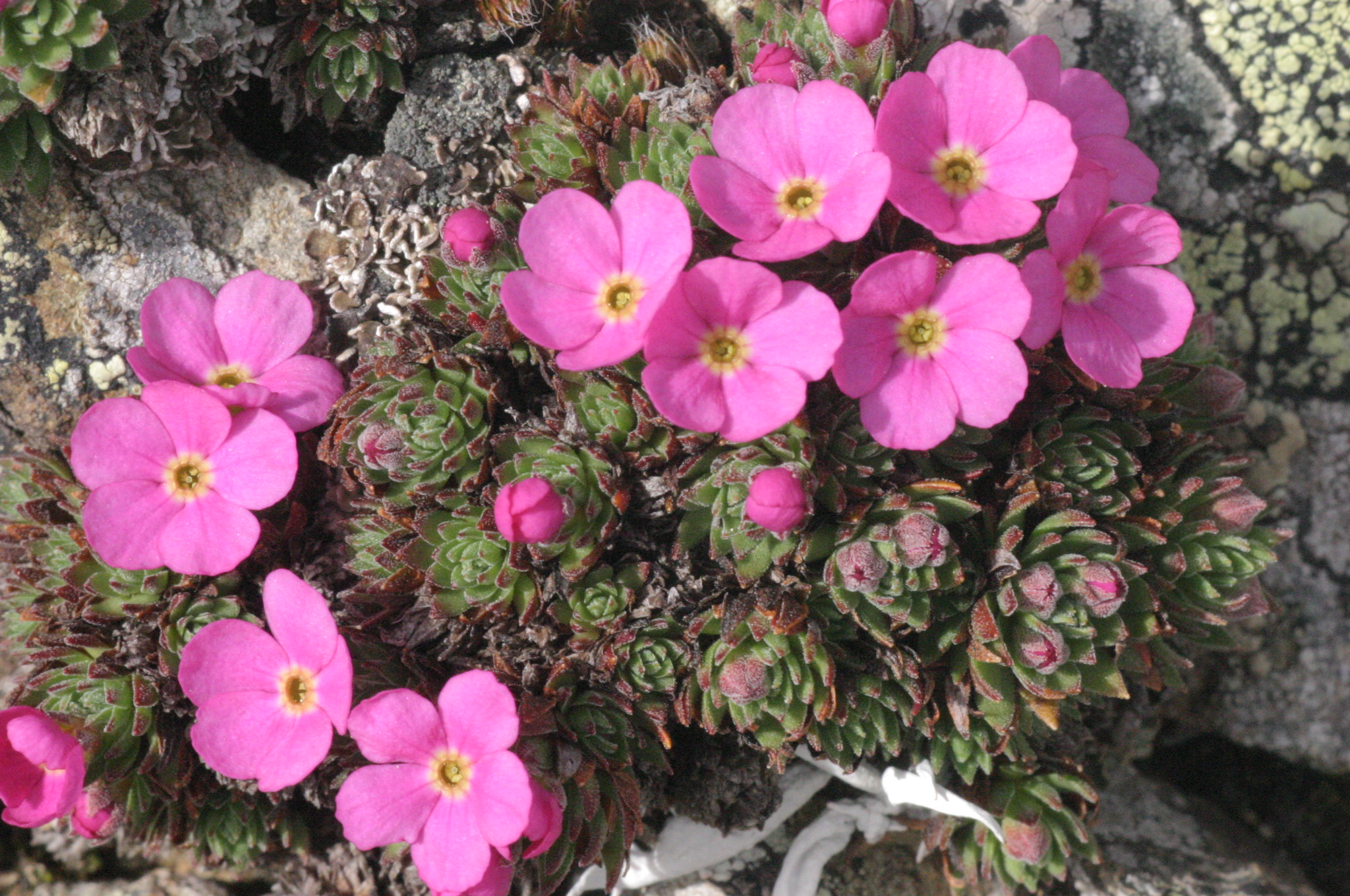
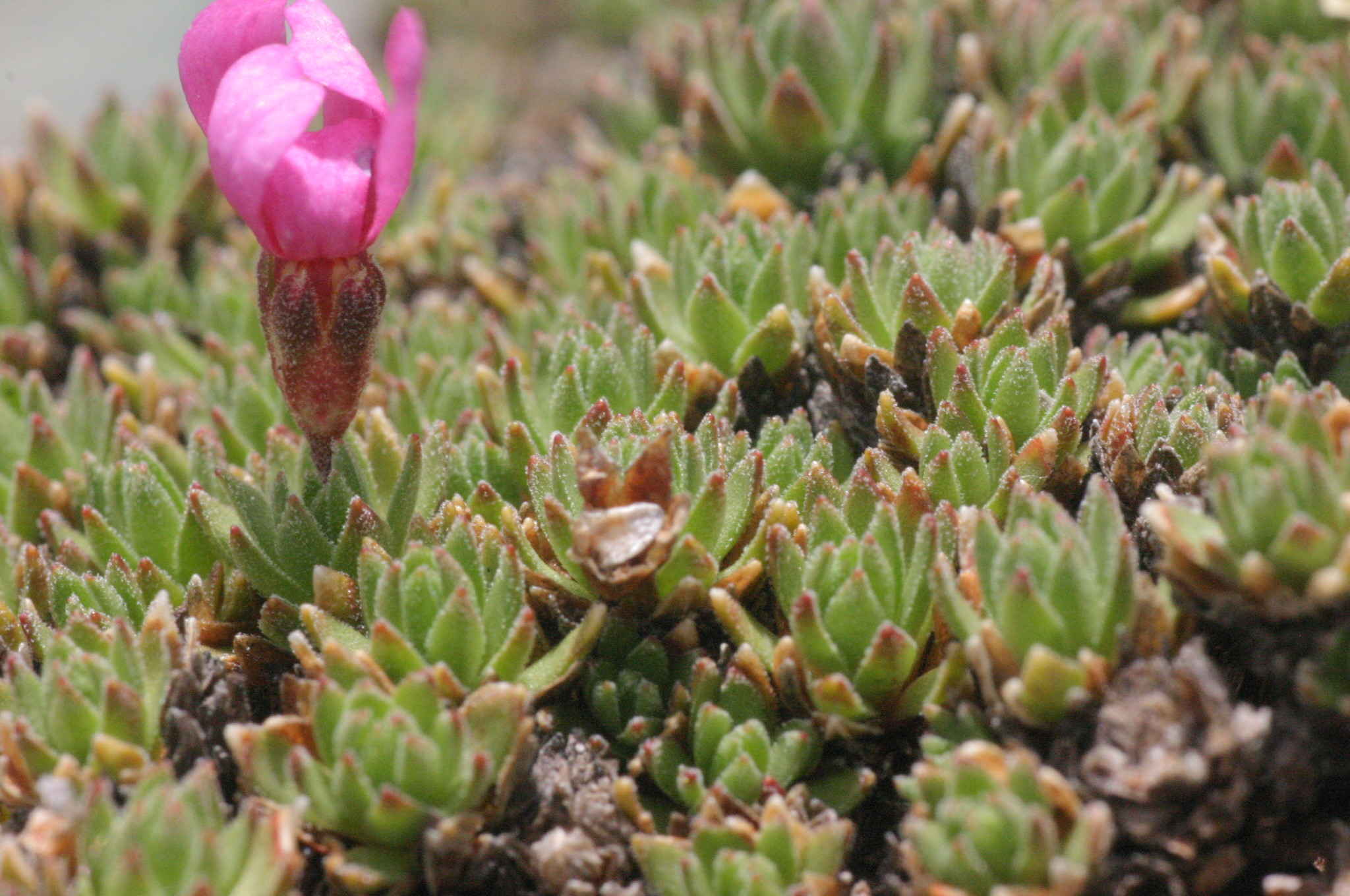
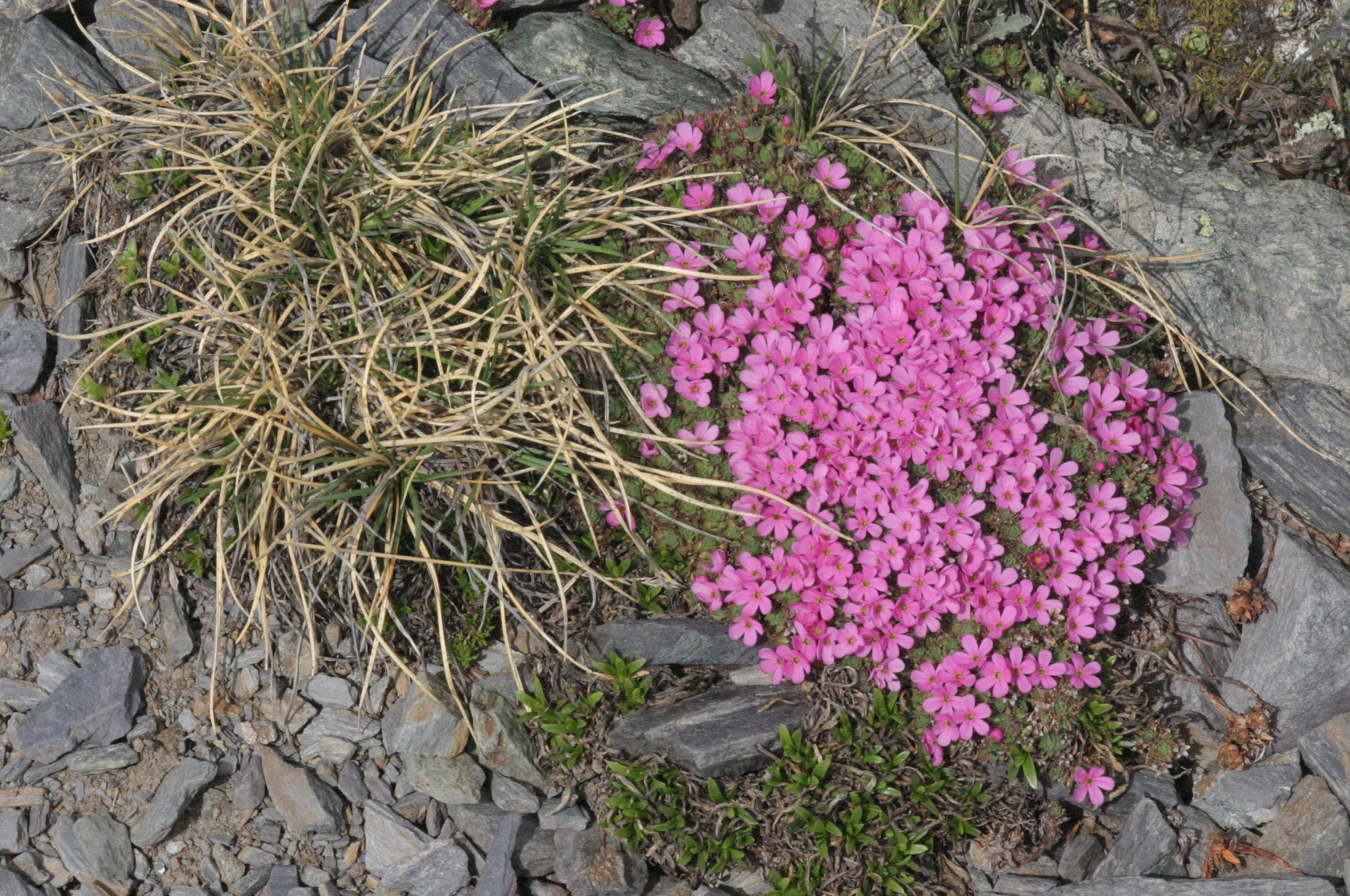
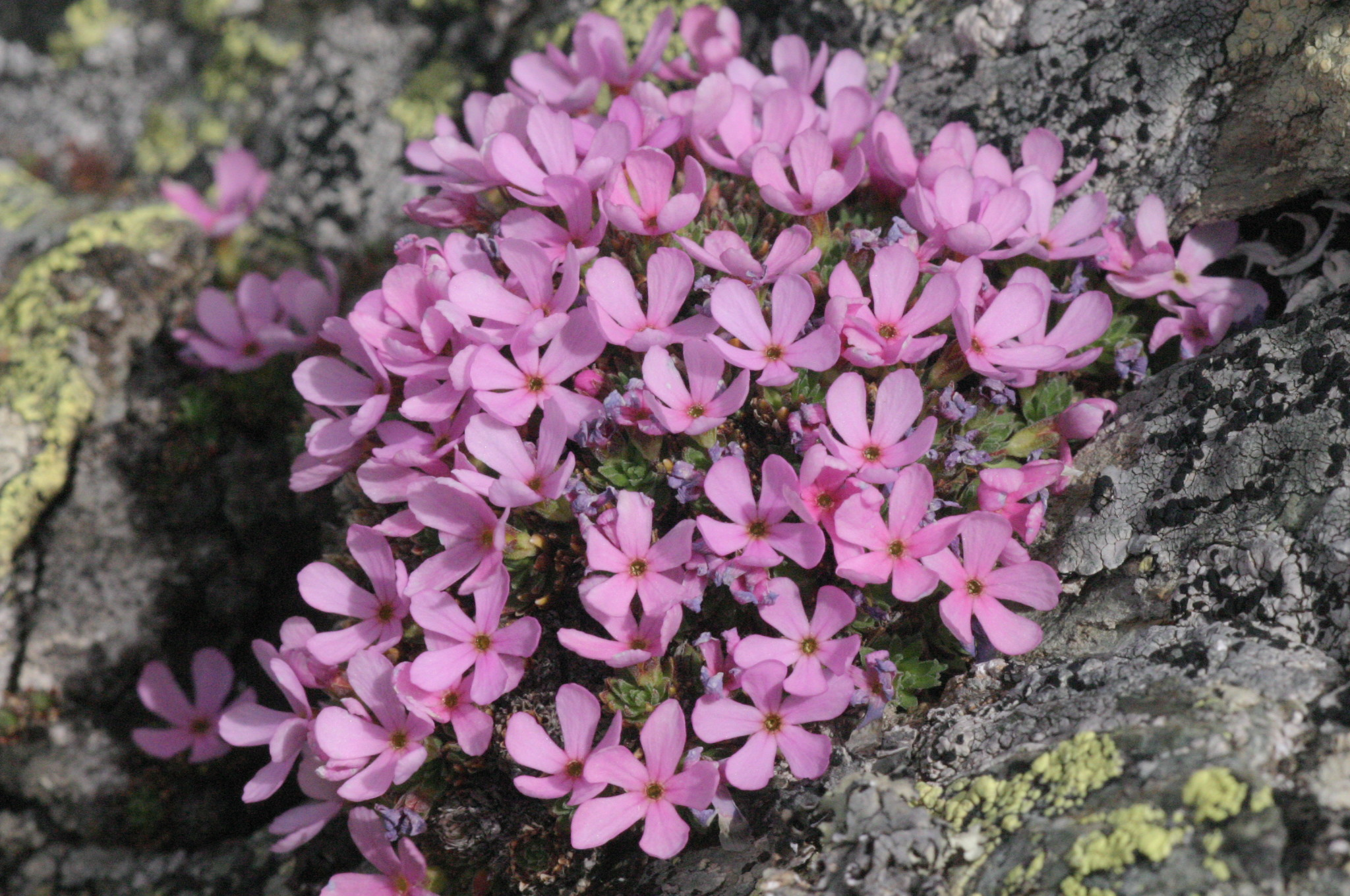